# Erannis bicolor
Erannis bicolor är en fjärilsart som beskrevs av Barend J. Lempke 1952. Erannis bicolor ingår i släktet Erannis och familjen mätare. Inga underarter finns listade i Catalogue of Life.